# BNegão
BNegão, de son vrai nom Bernardo Ferreira Gomes dos Santos (né le 26 octobre 1973 à Rio de Janeiro), est un producteur et disc jockey brésilien de punk rock.

## Biographie
Il commence son activité musicale alors qu'il était encore à l'école, en créant le groupe Perfeição Nenhuma Small Band e Engenharia de Som Ltda, dont le son mêlait des influences punk et musique électronique. Il déménage ensuite à Juliete, où il joue avec des musiciens tels que Marcelo Vig, Bruno Migliari et Jr Tostoi, dont le son était teinté de soul, de rock et de hip-hop. Il attire l'attention de l'underground de Rio de Janeiro avec ses chansons fortes et réfléchies.
Il joue également avec le groupe niteroian Missed in Action. Parallèlement, il forme le groupe The Funk Fuckers, dont le premier concert a lieu à guichets fermés au Circo Voador. Dans ces groupes, il se produit sous le nom de Bernardão Erótico. Il remplace à nouveau le rappeur Skunk — fondateur de Planet Hemp, — lors de divers concerts. Au décès de Skunk, il quitte Missed in Action et rejoint définitivement le groupe à l'occasion de l'album Usuário,. Sa carrière connaît alors un grand essor.
En 2003, son groupe BNegão e Seletores de Frequência sort le CD Enxugando o Gelo. L'album est publié par BNegão lui-même pour être téléchargé sur le site web du groupe, ce qui fait de lui l'un des premiers artistes brésiliens à adopter les concepts de copyleft et de Creative Commons,,. Les morceaux Nova Visão, Enxugando Gelo et le célèbre A Verdadeira Dança do Patinho critiquent le gouvernement brésilien. BNegão reporte également le prix Orilaxé du meilleur chanteur noir, décerné par l'ONG Grupo Cultural AfroReggae, basée à Rio de Janeiro. En 2008, BNegão forme le groupe Turbo Trio, avec Tejo Damasceno et Alexandre Basa. Le groupe apparait dans l'émission Manos e Minas de TV Cultura en 2009.
Après neuf ans sans sortir de nouveaux morceaux, BNegão e os Seletores de Frequência publie Sintoniza Lá en 2012, avec onze titres qui apportent des influences de différents styles tels que le reggae, le rock et le funk, et reçoit le prix VMB MTV 2012 pour le meilleur album de l'année. Le 12 août 2012, il participe à la cérémonie de clôture des Jeux olympiques de Londres, aux côtés de Marisa Monte et Seu Jorge, rendant ainsi hommage au chanteur et auteur-compositeur d'Olindense, Chico Science.
En 2015, BNegão e Seletores de Frequência sort l'album TransmutAção, qui est salué par la critique. En 2018, le groupe célèbre les 15 ans d'Enxugando Gelo lors d'une tournée dans tout le Brésil. Toujours en 2018, BNegão présente pour la première fois un nouveau spectacle dans lequel il joue Dorival Caymmi accompagné du guitariste Bernardo Bosisio. Le concert intime s'intitule Canções Praieiras e outras estórias do mar.
En 2020, il apparaît sur le single Extra Extra, sorti par le duo britannique SSHH, formé par la chanteuse australienne Sharna Liguz et le musicien anglais Zak Starkey. En juin 2021, il sort le single Cérebros atômicos, un réenregistrement du classique du groupe Ratos de Porão. Au second semestre 2021, il sort son premier album solo. En 2023, il participe à l'album Solar, un album hommage à l'afro-futuriste et musicien de jazz américain Sun Ra, et sort son premier album solo. 

## Discographie

### Planet Hemp
- 1995 : Usuário
- 1996 : Hemp New Year (EP)
- 1997 : Os Cães Ladram mas a Caravana Não Pára
- 2000 : A Invasão do Sagaz Homem Fumaça
- 2001 : MTV ao Vivo: Planet Hemp (DVD)
- 2022 : Jardineiros
- 2023 : Jardineiros: A Colheita
- 2024 : Baseado Em Fatos Reais: 30 Anos de Fumaça

### BNegão e Os Seletores de Frequência
- 2004 : Enxugando Gelo
- 2013 : Sintoniza Lá
- 2015 : TransmutAção

### The Funk Fuckers
- 1997 : Bailão Classe A